# Incidente di Tham Luang
Nell'incidente della grotta di Tham Luang, avvenuto il 23 giugno 2018, dodici ragazzi di età compresa tra gli 11 e i 17 anni e un uomo di 25 anni sono rimasti bloccati all'interno di Tham Luang Nang Non (thai: ถ้ำหลวงนางนอน), una grotta nella provincia di Chiang Rai, in Thailandia. Le forti piogge monsoniche hanno parzialmente allagato la grotta durante la loro visita. Alcune ore dopo, è stata denunciata la scomparsa dei ragazzi – tutti membri di una squadra di calcio locale – e del loro insegnante, dando immediatamente inizio alle operazioni di ricerca.
I tentativi di localizzare il gruppo sono stati ostacolati dall'innalzarsi del livello dell'acqua, rendendo impossibile entrare in contatto con i dispersi per oltre una settimana. Inizialmente sono intervenuti i sommozzatori della marina thailandese che non sono riusciti a raggiungere i ragazzi bloccati nella grotta. Mentre la notizia si diffondeva con una copertura mediatica globale sono arrivati sul posto due sub speleologi inglesi molto esperti nell’esplorazione delle grotte sommerse, Rick Stanton e John Volanthen che già in passato erano intervenuti in simili operazioni di soccorso in Francia, Norvegia e nel Messico. I due si sono messi a disposizione delle autorità locali e, dopo essere stati accolti con un iniziale scetticismo, sono stati autorizzati a intervenire.
Le operazioni di salvataggio si sono estese fino a diventare un intervento di massa, con il coinvolgimento di una copertura mediatica globale e dell'interesse pubblico. Il 2 luglio, nove giorni dopo la scomparsa dei ragazzi, facendosi strada attraverso gli stretti passaggi allagati della grotta, il team di sommozzatori ha trovato tutti i dispersi ancora vivi in un'area rocciosa sopraelevata della grotta, a circa 3,2 km dall'entrata. Gli organizzatori del salvataggio hanno discusso se insegnare ai ragazzi e al loro insegnante delle tecniche base di immersione per velocizzare il loro recupero o aspettare dei mesi perché le acque alluvionali si ritirassero alla fine della stagione delle piogge. Dopo aver pompato l'acqua fuori dalla grotta per giorni e grazie a una momentanea tregua dalle piogge, l'8 luglio quattro dei dodici ragazzi sono stati portati in salvo, mentre altri quattro sono stati recuperati il 9 luglio.
Le operazioni di salvataggio hanno coinvolto oltre 1 000 persone, tra cui i cosiddetti "Navy SEAL thailandesi" (membri del Naval Special Warfare Command, Marina reale thailandese), gruppi di supporto tecnico e molti volontari da molteplici paesi diversi, impegnati anche nel rifornimento di cibo ed acqua per i dispersi. Saman Kunan, un ex-Navy SEAL volontario di 38 anni, è morto il 5 luglio durante un'operazione di rifornimento d'ossigeno per la caverna, perdendo conoscenza per asfissia mentre stava tornando indietro verso l'uscita della grotta. Il 27 dicembre 2019 un altro Navy SEAL volontario, Beirut Pakbara, è morto dopo aver contratto un'infezione del sangue.
Il 10 luglio tutti e dodici i ragazzi sono stati portati in salvo, mentre l'allenatore è rimasto per ultimo nella grotta ad attendere i soccorsi. Più tardi l'operazione di soccorso si è conclusa portando in salvo tutti i dispersi.

## La scomparsa
Tham Luang Nang Non è un complesso carsico situato al di sotto di Doi Nang Non, una catena montuosa al confine tra la Thailandia e la Birmania. Il sistema di grotte è lungo dieci chilometri ed è costituito da molti meandri profondi, passaggi stretti e tunnel che si intrecciano sotto centinaia di metri di strati di calcare. Dal momento che parte del complesso si trova periodicamente inondato, davanti all'entrata del sistema di grotte è posto un cartello che avvisa di non entrare durante la stagione delle piogge (da luglio a novembre).
Il 23 giugno 2018, un gruppo di dodici ragazzi di età compresa tra gli 11 e i 17 anni, facente parte di una squadra di calcio locale chiamata Moo Pa (Cinghiali), e il loro insegnante di 25 anni, Ekapol Chantawong (RTGS: Ekkaphon Chanthawong), sono scomparsi dopo essersi addentrati nella caverna per esplorarla e fare un picnic in occasione del 17º compleanno di uno dei ragazzi, Peerapat Sompiangjai (RTGS: Phiraphat Somphiangchai). Il gruppo è rimasto bloccato nei cunicoli bui della caverna a causa di un improvviso e continuo nubifragio scoppiato dopo che i ragazzi erano entrati nel sistema di grotte. Un ranger del Dipartimento dei Parchi Nazionali, della Fauna e della Conservazione delle Piante (DNP) ha allertato le autorità della scomparsa del gruppo dopo aver trovato le biciclette del gruppo ancora davanti all'entrata della caverna quando il parco nazionale della provincia di Chiang Rai, in cui la grotta si trova, era ormai chiuso.

## I soccorsi
Durante la prima immersione, Stanton e Volanthen hanno salvato uno dei soccorritori che, entrato nella grotta subito dopo l’allarme, si era spinto troppo in avanti ed era rimasto bloccato dalla piena del fiume sotterraneo. Il giorno seguente hanno raggiunto i 13 ragazzi che avevano trovato rifugio in una piccola sala lambita dall’acqua distante più di 3 chilometri dall’ingresso. Il filmato di quell’incontro ha fatto il giro del mondo e la notizia ha rasserenato gli animi, ma ai soccorritori è apparso subito chiaro che la salvezza dei ragazzi era estremamente difficoltosa. Per raggiungere l’esterno bisognava infatti percorrere per alcune ore gallerie strette completamente allagate e nessuno di loro aveva familiarità con l’acqua. Era impensabile accompagnarli fuori autonomamente dopo averli dotati di maschera e bombole da sub: una più che probabile crisi di panico sarebbe stata fatale.
Stanton e Volanthen hanno fatto arrivare dall’Australia un amico di tante spedizioni subacquee, Richard Harris, un medico anestesista, e con lui hanno messo a punto quello che pareva l’unico piano di salvataggio in grado di portare all’esterno i ragazzi ancora in vita. Il livello dell’ossigeno nella sala dove avevano trovato rifugio stava infatti rapidamente calando e non c’era tempo da perdere. Il piano, messo a punto con l’avallo delle autorità thailandesi, prevedeva di addormentare i ragazzi con un sedativo, legare loro mani e piedi assieme a una bombola d’ossigeno e trascinarli uno alla volta lungo i budelli allagati. Un’operazione molto rischiosa, ma era l’unica ad avere possibilità di successo. Il piano ha funzionato alla perfezione. A questa seconda parte del salvataggio hanno collaborato altri speleo sub esperti: gli inglesi Robert Harper e Chris Jewell, il belga Ben Reymenants, i danesi Claus Rasmussen e Ivan Karadzic, il finlandese Mikko Paasi e l’australiano Craig Challen.
Domenica 8 luglio 2018 nella mattinata sono iniziate le operazioni di salvataggio e sono stati salvati 4 ragazzi (quelli dallo stato di salute più precario). Il 9 luglio sono stati portati all'esterno altri quattro ragazzi in un tempo minore (circa due ore in meno rispetto alla giornata precedente). Nella serata del 10 luglio l'operazione si è conclusa col salvataggio degli ultimi cinque dispersi. Ritornati in patria dopo il salvataggio, John Volanthen, ingegnere meccanico, e Rick Stanton, vigile del fuoco ora in pensione, sono stati ricevuti a Londra dalla regina Elisabetta e dal principe William che hanno conferito loro la George Medal for Bravery, il secondo più alto riconoscimento civile del Regno Unito. Richard Harris è stato premiato a Canberra come Australian of the Year.

### Lista dei dispersi
Il 10 luglio 2018 l'operazione di salvataggio si è conclusa con l'uscita dei dodici ragazzi e del loro insegnante dalla grotta, con nessuna perdita tra i dispersi.
| Nome                           | Soprannome | Età | Stato               |
| ------------------------------ | ---------- | --- | ------------------- |
| Chanin Vibulrungruang          | Titan      | 11  | Salvato             |
| Panumas Sangdee                | Mig        | 13  | Salvato             |
| Duganpet Promtep               | Dom        | 13  | Salvato             |
| Somepong Jaiwong               | Pong       | 13  | Salvato             |
| Mongkol Booneiamม              | Mark       | 13  | Salvato per primo   |
| Nattawut Takamrong             | Tern       | 14  | Salvato per quarto  |
| Ekarat Wongsukchan             | Bew        | 14  | Salvato             |
| Adul Sam-on                    | Adul       | 14  | Salvato             |
| Prajak Sutham                  | Note       | 15  | Salvato per secondo |
| Pipat Pho                      | Nick       | 15  | Salvato per terzo   |
| Pornchai Kamluang              | Tee        | 16  | Salvato             |
| Peerapat Sompiangjai           | Night      | 17  | Salvato             |
| Ekapol Chantawong (insegnante) | Ake        | 25  | Salvato per ultimo  |

## Nella cultura di massa
Da questo episodio sono stati realizzati diverse trasposizioni e documentari.
- The Cave - Acqua alla gola, film thailandese del 2019, regia di Tom Waller
- The Rescue - Il salvataggio dei ragazzi, docu-film National Geographic del 2021, regia di Jimmy Chin e Elizabeth Chai Vasarhelyi.
- Tredici vite, film americano del 2022, regia di Ron Howard.
- The Trapped 13, docu-film Netflix americano del 2022, regia di Pailin Wedel.
- Thai Cave Rescue, miniserie Netflix thailandese del 2022, regia di Kevin Tancharoen e Nattawut Poonpiriya.